# ランディーズドーナツ
ランディーズドーナツ（Randy's Donuts）は、アメリカ合衆国のドーナツチェーン店である。
同社は1952年にカリフォルニア州ロサンゼルス郡イングルウッドで創業した。1号店の屋根には直径約10mのドーナツ型の看板がしつらえられており、ロサンゼルスの象徴そしてランドマークとして観光名所となっており、「映えスポット」としても知られている。

## 歴史
1940年代後半、ドーナツ製造機のセールスマンだったラッセル・ウェンデルは、「ビッグ・ドーナット（Big DoNut）」という名前のドライブイン形式のドーナツショップチェーンを設立した。最初の店舗は、1951年にカルフォルニア州のウェストモントにオープンした。1952年には2店舗目がオープンし、これが現在のランディーズ・ドーナツとなっている。
1976年、ウェンデルは自身の経営の重点をパップ・ン・タコチェーン（1984年にタコベルに買収）に移した後、イングルウッドのビッグ・ドーナット店舗を、ロバート・エスコウに売却し、エスコウは自分の息子の名前にちなんで「ランディーズ・ドーナツ」と改名した。1978年には、エスコウはロンとラリー・ワイントラウブ兄弟にこの店舗を売却したが、ワイントラウブ兄弟はそのままの名称で事業を継続することに決めた。
2015年、弁護士で起業家のマーク・ケレジアンがランディーズ・ドーナツを買収した。それ以来、この１店舗からチェーン化されて、南カリフォルニア、ネバダ州ラスベガス都市圏、アリゾナ州フェニックス都市圏などのアメリカ合衆国国内や、2025年5月時点で、韓国、サウジアラビア、フィリピン、そして日本に世界規模でフランチャイズ店舗を展開している。

## 建築
1号店は建築家ヘンリー・グッドウィンと構造技師リチャード・ブラッドショーによって設計されたとされ、店舗の建物は典型的なミッドセンチュリー建築であること以外余り特徴がないが、目を引く直径約10メートルある屋上の巨大ドーナツは、圧延鋼材の棒を骨組みにし、吹き付けコンクリート（ガナイト）で覆われて作られた。建物自体がドーナツの形をしていないため、厳密にはノベルティ建築に分類さないが、史跡保護団体のロサンゼルス・コンサーバンシーは「あまりにも巨大で、あまりにも妥協をせず、あまりにも私たちの注意を否応なく引きつける」存在だとして、「見て見ぬふりをして」ノベルティ建築だと認定をしている。構造技師リチャード・ブラッドショーはロサンゼルス国際空港ターミナルの中央に位置する宇宙時代デザインのテーマ・ビルディングを設計したことでも知られている。ランディーズドーナツがフランチャイズ化した21世紀には、建築基準が強化されていたため、1号店と同じような巨大なドーナツ型看板を新たに新店舗屋上に設置することは、一部の地方自治体が特例で設置を認めてくれた以外は難しくなっている。

## ドーナツ
店内で手作りされる多彩なラインナップおよび大き目なサイズで知られており、大別すると以下の通りである。うち、ファンシーとプレミアムはクラシックよりもボリュームがある。これ以外にも他社とのコラボレーションを行った例もあり、たとえば2022年にはペプシコーラとのコラボレーションとして「ペプシ コーラクリームドーナツ」を展開した。
クラシック
シンプルな定番商品を中心とした製品群。「クラシック」のひとつで一番人気のイーストドーナツ「グレーズド レイズド」は創業からほぼレシピが変っていない看板メニューとして認知されている。大きさも一般的なドーナツより分厚く大きめになっており、直径は約11センチメートルある。
デラックス
トッピング（例：チョコレート）やフレーバーなど、甘さや食感にアクセントが加わったドーナツ。
ファンシー
さらにボリュームが加わり、華やかな装飾（例：アイシング）に加え、ホイップクリームやジャム、フィリングがたっぷり入ったドーナツ。
プレミアム
マシュマロやユニークで高級感のある素材を使い、豪華さボリューム感があるドーナツ。
ランディーズラウンズ
直径約5cmの丸型ドーナツ。

### ドリンク
ドリンクも多様であり、同社独自のコーヒー「ランディーズ ロースト（Randy’s Roast）」や、ミルクシェイクなどが知られている。

## 日本出店
2025年5月15日、東京都渋谷区代官山町に日本国内第1号店がオープンし、開店時間には約300人が並んだ。店内では毎日40種類以上最大約1,000個のドーナツがディスプレイされ、店舗前には、ロサンゼルス1号店の直径10メートルには及ばないが直径4メートルの巨大ドーナツ型のモニュメントが設置された。運営はグリット・インターナショナル株式会社。第6次のドーナツブームの中、日本で50店舗以上を展開を目指している。
オープンを記念し、ロサンゼルスの青空をイメージしたブルーのアイシングが施されたカスタードクリーム入りの「LAブルーカスタードクリーム」や、直径は約16センチメートルある巨大サイズの「テキサス」ドーナツ・シリーズより、チョコレートにフリーズドライいちごをトッピングした「ストロベリーチョコレートテキサスグレイズド」などの日本限定商品が販売された。店内ではランディーズドーナツのロゴ・キャラクター入りの小物やTシャツなどのグッズ販売も行われている。

## ポップカルチャーの中で
1号店の巨大ドーナツの看板は、『アイアンマン2』『DOPE ドープ!!』『マーズ・アタック!』『ボクの彼女は地球人』『クロコダイル・ダンディー』『ゲット・ショーティ』などの数々の映画、テレビシリーズ『アントラージュ★オレたちのハリウッド』、アニメ『フューチュラマ』、そしてジャスティン・ティンバーレイクの「Can't Stop the Feeling!」やマルーン5の「Beautiful Mistakes ft. Megan Thee Stallion」のミュージックビデオなどに登場している。

## ギャラリー

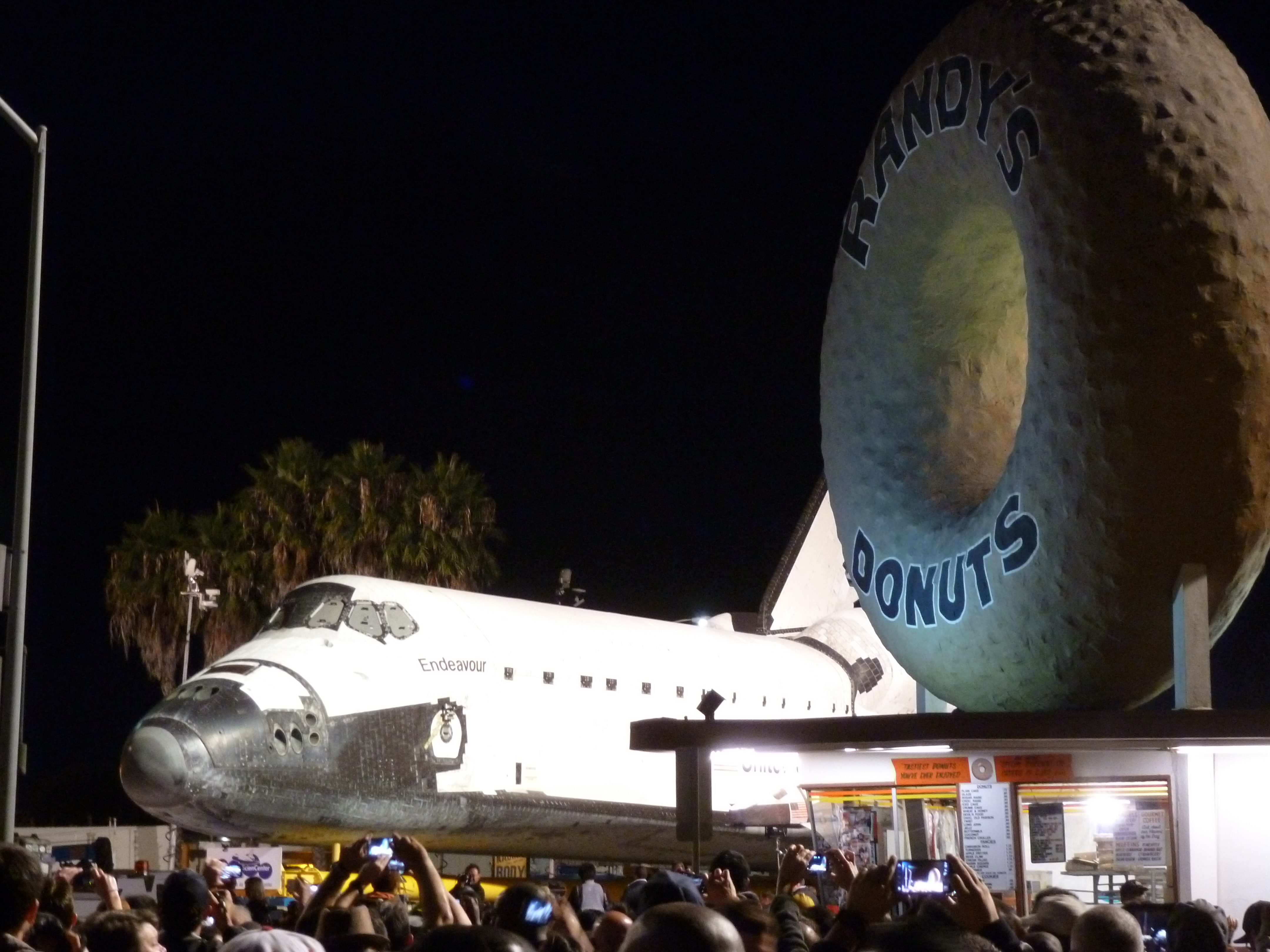
退役したスペースシャトル「エンデバー」の陸上輸送の際、ランディーズドーナツ1号店の前を通る様子（2012年）
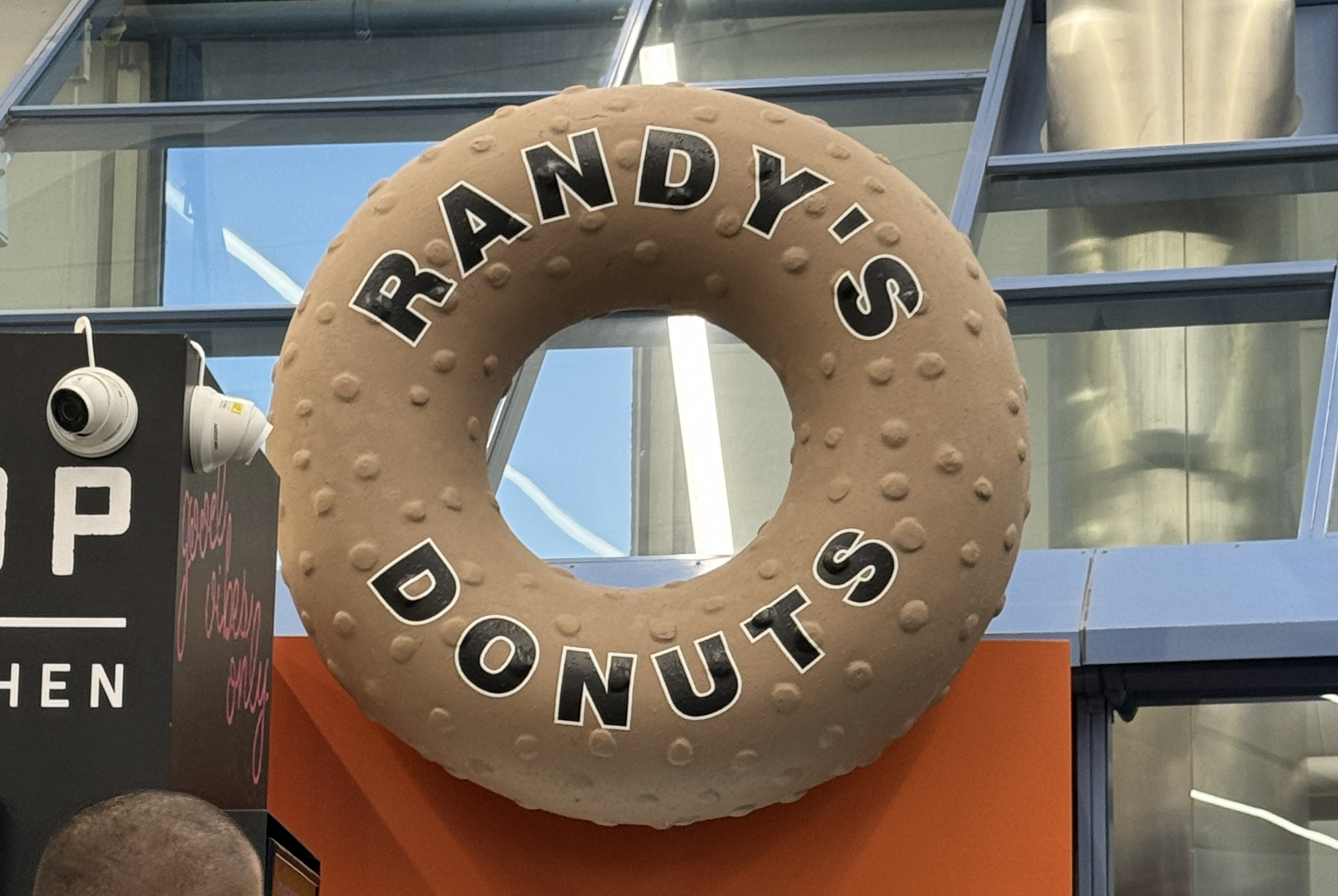
ロサンゼルス国際空港店の小型版看板
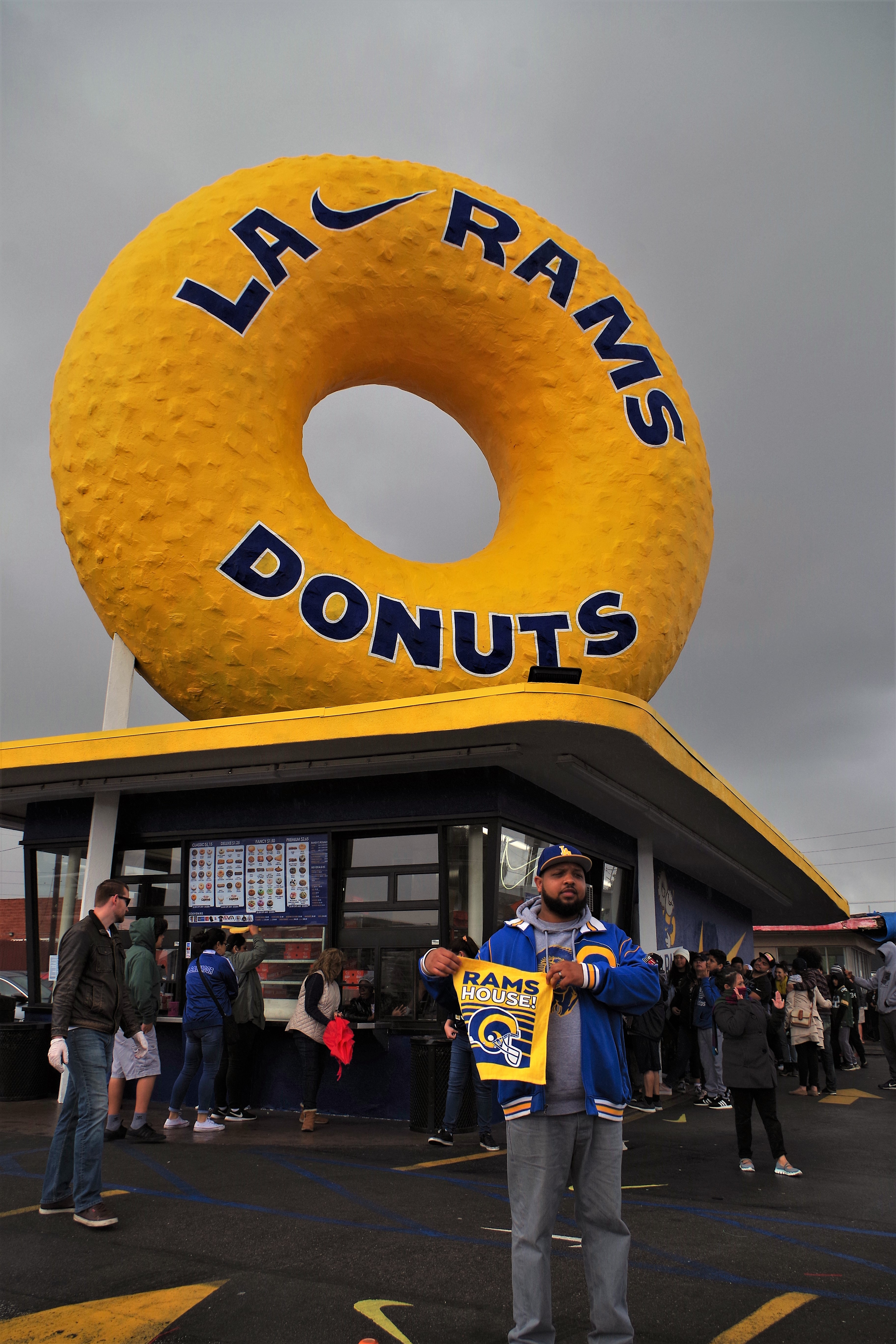
第53回スーパーボウル出場を記念してロサンゼルス・ラムズのチームカラー仕様になった1号店
ランディーズドーナツの前身、ビッグ・ドー＝ナットの時代（撮影は1972年から1976年の間とみられる）